# Psychotria flaviflora
Psychotria flaviflora là một loài thực vật có hoa trong họ Thiến thảo. Loài này được (K.Krause) C.M.Taylor miêu tả khoa học đầu tiên năm 1993.